# Sphyracephala subbifasciata
Sphyracephala subbifasciata is een vliegensoort uit de familie van de Diopsidae. De wetenschappelijke naam van de soort is voor het eerst geldig gepubliceerd in 1855 door Fitch.